# Гарольд, Эдгар фон
Эдгар фон Гарольд (нем. Edgar Freiherr von Harold; 1830, Мюнхен — 1 августа 1886, Поссенхофен) — немецкий энтомолог, специализировавшийся на жесткокрылых. Член Энтомологического общества Франции и Королевского энтомологического общества Лондона.

## Биография
Барон Эдгар фон Гарольд родился в Мюнхене в семье английского происхождения. Получил образование при дворе баварского короля Людвига I и окончил обучение в 1848 году. Затем вступил в королевскую гвардию, где служил до 1869 года, и вышел в отставку в качестве капитана. За период службы барон получил годовой отпуск, и отправился в Испанию и на побережье Марокко. По возвращении он побывал в Париже, Лондоне и других крупных городах Европы. В 1870 году он вернулся на военную службу; в конце войны вновь стал штатским и посвятил всё своё время энтомологии.
Эдгара фон Гарольда больше всего интересовали жесткокрылые и в 1868 году совместно с доктором Максом Геммингером издал первый том «Catalogus Coleopterorum hucusque descriptorum». Публикация последнего тома этой большой работы была в 1876 году. Несмотря на жёсткую критику из-за изменений в номенклатуре, эта работа подарила авторам большое признание. Крупнейший вклад был внесён в подсемейство Scarabaeinae. Гарольд был редактором издания «Coleopterische Hefte» (1867—1879) и автором значительной части его содержания. Также, в 1877—1881 годах был редактором «Mittheilungen des Münchener entomologischen. Vereins».
В 1877—1880 годах Эдгар фон Гарольд был куратором энтомологической секции в Берлинском музее естествознания, что дало ему доступ к богатой коллекции новых видов скарабеев.
В поздние годы жизни у энтомолога ухудшилось зрение, что не позволило ему дальше работать. Эдгар фон Гарольд умер 1 августа 1886 года от рака желудка.